# Raphael Garcia Pardellas
Raphael Garcia Pardellas (Rio de Janeiro, 9 de janeiro de 1897 – 19 de novembro de 1947) foi um médico brasileiro.

## Biografia
Raphael nasceu na capital fluminense, em 1897. Era filho de Luiz Manoel Pardellas e de Maria da Encarnação Garcia Pardellas. Formado pela Faculdade de Medicina do Rio de Janeiro em 1919, defendeu a tese de doutoramento “Contribuição ao estudo da espermatogênese dos mamíferos”.
Foi eleito membro da Academia Nacional de Medicina em 1938, sucedendo Gilberto de Moura Costa na Cadeira 01, que tem Joaquim Cândido Soares de Meireles como patrono. Foi chefe dos serviços clínicos do Hospital Pro-Matre e da Beneficiência Espanhola. De 1931 a 1932, foi diretor geral dos Serviços da Indústria Pastoril, tendo, ainda, desempenhado o cargo em comissão de inspetor sanitário na Diretoria Geral da Saúde Pública.
Em 1828 representou o Brasil como chefe de delegação, na VII Conferência Internacional contra a Tuberculose, em Roma. Foi presidente da Sociedade de Medicina e Cirurgia, diretor médico da Caixa de Aposentadoria e Pensões dos Serviços Telegráficos e presidente da Fundação Osório.
Raphael morreu em 19 de novembro de 1947, na cidade do Rio de Janeiro.